# Kassabiana
Kassabiana, en ocasiones erróneamente denominado Kassabian, es un género de foraminífero planctónico de la subfamilia Globotruncaninae, de la familia Globotruncanidae, de la superfamilia Globotruncanoidea, del suborden Globigerinina y del orden Globigerinida. Su especie tipo es Globotruncana falsocalcarata. Su rango cronoestratigráfico abarca el Maastrichtiense superior (Cretácico superior).

## Descripción
Kassabiana incluía especies con conchas trocoespiraladas, de forma planoconvexa estrellada con el lado espiral plano o ligeramente convexo; sus cámaras eran inicialmente subglobulares, después, en el lado espiral, triangulares con espinas periféricas, y finalmente trapezoidales; sus suturas intercamerales eran rectas y oblicuas incididas en el lado umbilical, y elevadas y nodulosas en el lado espiral (carena circumcameral); su contorno era lobulado, y redondeando o subpoligonal; su periferia era angulosa, monocarenada, con carena nodulosa; su ombligo era muy amplio, ocupando a veces la mitad del diámetro de la concha; su abertura principal era interiomarginal, umbilical a ligeramente umbilical-extraumbilical, protegida por un sistema de pórticos, que podían coalescer para formar una pseudotegilla que cubría la mayor parte del ombligo y estaba provista de aberturas accesorias; presentaban pared calcítica hialina, finamente perforada con poros cilíndricos, con la superficie lisa o punteada.

## Discusión
Clasificaciones posteriores han incluido Kassabiana en la superfamilia Globigerinoidea. Otras clasificaciones lo han incluido en la subfamilia Reissinae.

## Paleoecología
Kassabiana incluía especies con un modo de vida planctónico, de distribución latitudinal cosmopolita, y habitantes pelágicos de aguas profundas (medio mesopelágico inferior a batipelágico superior).

## Clasificación
Kassabiana incluye a las siguientes especies:
- Kassabiana falsocalcarata †
  - Kassabiana falsocalcarata trigonocamerata †

Otra especie considerada en Kassabiana es:
- Kassabiana bangi †